# Estados Unidos en los Juegos Olímpicos de Cortina d'Ampezzo 1956
Estados Unidos estuvo representado en los Juegos Olímpicos de Cortina d'Ampezzo 1956 por un total de 67 deportistas, 57 hombres y 10 mujeres, que compitieron en 8 deportes.
El portador de la bandera en la ceremonia de apertura fue el piloto de bobsleigh James Bickford.

## Medallistas
El equipo olímpico estadounidense obtuvo las siguientes medallas:
| Nombre                                                      | Deporte            | Competición  |
| ----------------------------------------------------------- | ------------------ | ------------ |
| Oro                                                         |                    |              |
| Tenley Albright                                             | Patinaje artístico | Individual F |
| Hayes Alan Jenkins                                          | Patinaje artístico | Individual M |
| Plata                                                       |                    |              |
| Carol Heiss                                                 | Patinaje artístico | Individual F |
| Ronald Robertson                                            | Patinaje artístico | Individual M |
| Equipo                                                      | Hockey sobre hielo | Torneo M     |
| Bronce                                                      |                    |              |
| Charles Thomas Butler William Dodge James Lamy Arthur Tyler | Bobsleigh          | Cuádruple M  |
| David Jenkins                                               | Patinaje artístico | Individual M |